# Fire Under My Feet
«Fire Under My Feet» — перший сингл п'ятого студійного альбому британської поп-співачки Леони Льюїс — «I Am». У Великій Британії пісня вийшла 7 червня 2015. Пісня написана Леоною Льюїс та Тобі Гедом; спродюсована Тобі Гедом.

## Музичне відео
Музичне відео зрежисоване Десланом Вайтблумом. Прем'єра музичного відео відбулась 11 травня 2015, а 17 травня відеокліп був викладений на офіційному обліковому записі Льюїс на відеохостингу Vevo. Станом на червень 2018 музичне відео мало 5,8 мільйонів переглядів на відеохостингу YouTube.

## Список композицій
- Цифрове завантаження[3]

1. "Fire Under My Feet" – 3:34

- Цифрове завантаження – Ремікси[4]

1. "Fire Under My Feet" (ремікс Benny Benassi) – 5:17
2. "Fire Under My Feet" (ремікс Endor) – 3:33
3. "Fire Under My Feet" (ремікс Steve Pitron & Max Sanna) – 3:43

## Чарти
| Чарт (2015)                               | Місце |
| ----------------------------------------- | ----- |
| Austrian Singles Chart                    | 74    |
| Belgium (Ultratop 50 Flanders) (Фландрія) | 63    |
| Bulgaria (European Hot 100 Singles)       | 35    |
| Germany German Singles Chart              | 94    |
| Hungary (Single Top 40)                   | 29    |
| Hungary (Rádiós Top 40)                   | 13    |
| Luxembourg Digital Songs (Billboard)      | 21    |
| Portugal (AFP)                            | 30    |
| Slovakia (Singles Digitál Top 100)        | 46    |
| UK Singles (Official Charts Company)      | 51    |
| UK Download (Official Charts Company)     | 26    |
| US Dance Club Songs (Billboard)           | 4     |

## Історія релізів
| Країна          | Дата           | Формат               | Лейбл   |
| --------------- | -------------- | -------------------- | ------- |
| Велика Британія | 7 червень 2015 | Цифрове завантаження | Island  |
| США             | 7 червень 2015 | Цифрове завантаження | Def Jam |